# Dolichocarpus
Dolichocarpus is een geslacht van schimmels in de familie Opegraphaceae. De typesoort is Dolichocarpus chilensis.

## Soorten
Volgens Index Fungorum bevat het geslacht twee soorten (peildatum december 2021):
| Soortnaam               | Auteur(s) | Publicatiejaar |
| ----------------------- | --------- | -------------- |
| Dolichocarpus chilensis | R. Sant.  | 1949           |
| Dolichocarpus seawardii | Aptroot   | 2008           |